# Nicșeni
Nicșeni è un comune della Romania di 2 860 abitanti, ubicato nel distretto di Botoșani, nella regione storica della Moldavia.
Il comune è formato dall'unione di 3 villaggi: Dacia, Dorobanți, Nicșeni.